# Памятник маршалу Говорову
Памятник маршалу Говорову установлен в городе Санкт-Петербург, Российская Федерация, на площади Стачек.
Маршал Советского Союза Леонид Александрович Говоров командовал в годы Второй мировой войны Ленинградским фронтом Красной армии. Войска под его руководством в январе 1943 года прорвали, а в январе 1944 года — полностью сняли блокаду Ленинграда войсками Вермахта.
Первый в России памятник Герою Советского Союза кавалеру ордена «Победа» Л. А. Говорову был открыт 25 января 1999 года, в канун празднования 55-летия со дня снятия блокады Ленинграда. Он воздвигнут недалеко от Нарвских Ворот и обращён лицом к ним, так что фас монументальной фигуры виден в проёме триумфальной арки. По замыслу архитектора Е. Ф. Шаповаловой, это символизирует неразрывность истории и преемственность побед русского оружия.
Гипсовая статуя Л. А. Говорова в строгой и сдержанной академической манере была создана ещё при жизни военачальника, в 1946 году, скульптором В. Я. Боголюбовым и находилась в Русском музее. Ростовая фигура маршала с руками, заведёнными за спину, и выступающей вперёд правой ногой исполнена решимости и отваги. Увеличенную модель этой скульптуры выполнил Б. А. Петров, по ней была сделана бронзовая отливка высотой 4 метра. Цилиндрический постамент высотой 3 метра из карельского розового гранита, покоящийся на ступенчатом цоколе, опоясан лентой с пятиконечными звёздами и надписью «Маршалу Говорову благодарные горожане».
Это не первый монумент, поставленный на площади Стачек. С 1928 по 1936 год здесь стоял бюст революционера Василия Алексеева скульптора М. Я. Харламова; а с 1931 по 1940 год — памятник В. И. Ленину того же автора. Однако небольшие фигуры терялись на фоне величественных Нарвских ворот и были перенесены в более камерные места, современный же памятник своими парадными архитектурными формами более соответствует масштабу площади и торжественности исторического места.